# Liste der Monuments historiques in Printzheim
Die Liste der Monuments historiques in Printzheim führt die Monuments historiques in der französischen Gemeinde Printzheim auf.

## Liste der Objekte
| Bezeichnung           | Beschreibung            | Standort                              | Kennzeichnung | Schutzstatus | Datum | Bild |
| --------------------- | ----------------------- | ------------------------------------- | ------------- | ------------ | ----- | ---- |
| Kelch                 | Silber, vergoldet, 1725 | in der protestantischen Kirche (Lage) | PM67001848    | Classé       | 2012  |      |
| Oblatendose           | Zinn, 1791              | in der protestantischen Kirche (Lage) | PM67001850    | Classé       | 2012  |      |
| Zwei Abendmahlskannen | Zinn, 1791              | in der protestantischen Kirche (Lage) | PM67001849    | Classé       | 2012  |      |